# II. Szenuszert fáraó sírvárosa

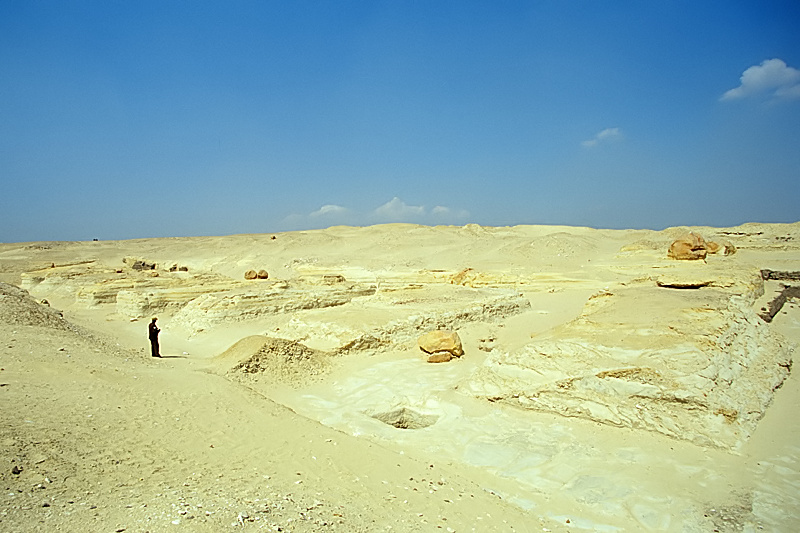
II. Szenuszert sírvárosa (részlet)

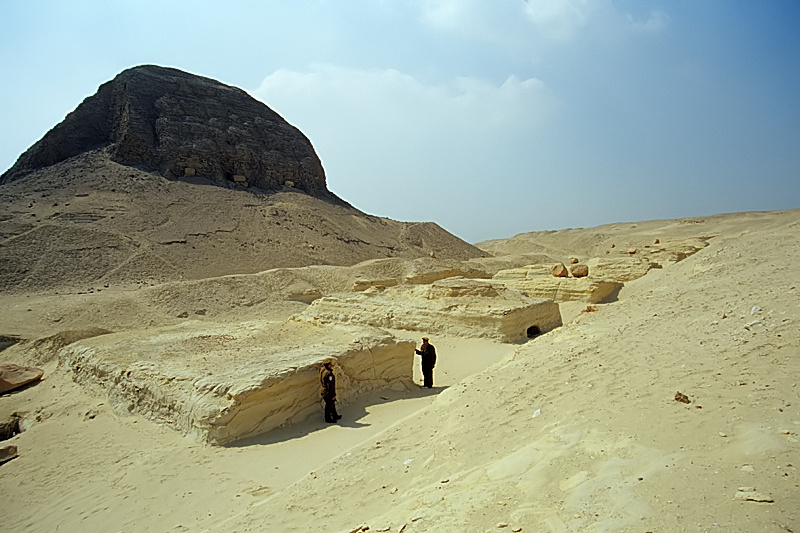
II. Szenuszert piramisa és az északi oldala előtt sorakozó masztabák

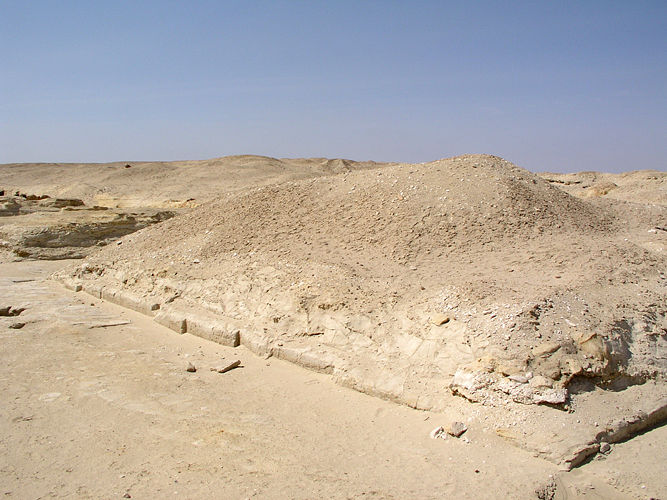
A királyné(?) kis piramisa

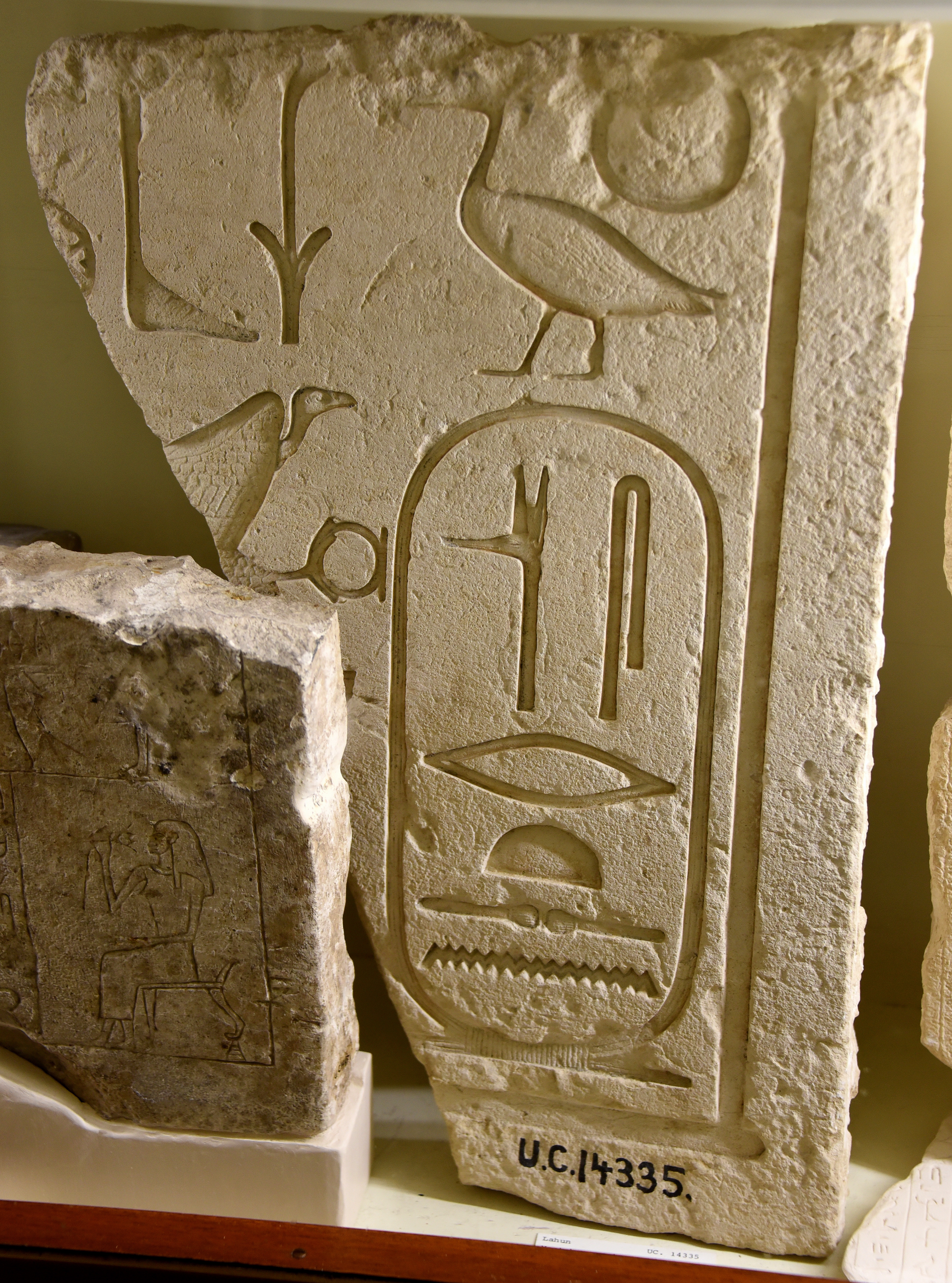
Az északi oldal 4. masztabájából előkerült mészkőtábla

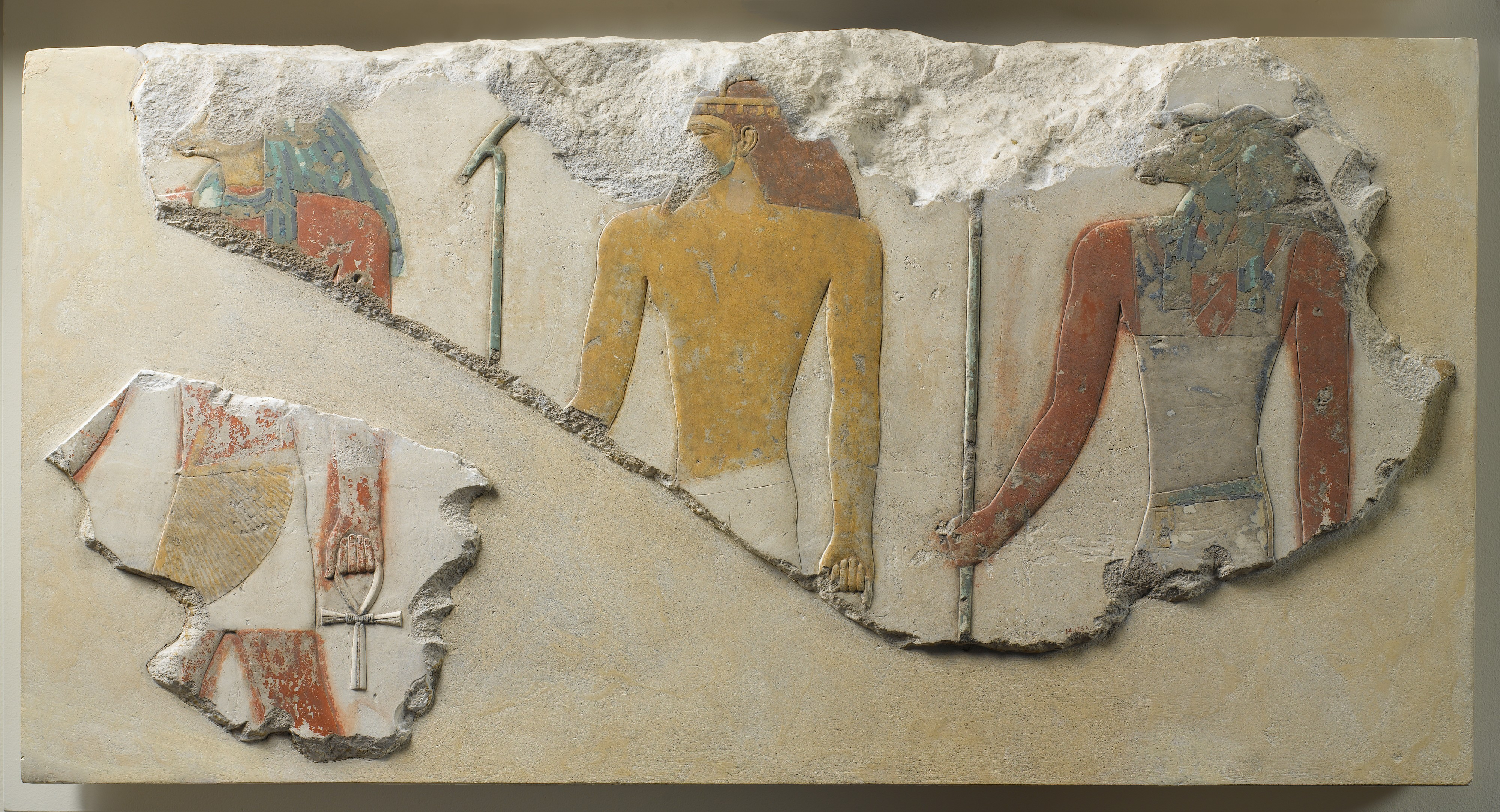
Három isten (1914-es ásatás, 2. sírtemplom, kontúrozott festmény)

II. Szenuszert sírvárosa az ókori egyiptomi építészet egyik fontos lelőhelye. Nem a korábbi, dahsúri piramisok mellett épült, mint apjáé, hanem a Fajjúm-oázishoz tartozó Hawara-medence bejáratánál, a mai El-Lahún (Kahún) település közelében. A közelben állt egy völgytemplom is, de romjaiból még alaprajza nem rekonstruálható.
A temetkező hely különlegessége, hogy nemcsak a sírváros romjai maradtak meg, de az építőmunkások és a munkákat irányító tisztviselők (ideiglenes) lakóépületeiből álló városka is.
Magát a sírvárost mészkővel borított fal veszi körül. Ezen belül nemcsak a piramis áll, de további temetkezőhelyek és köztük kápolnák is. A sírépítmények többsége masztaba, de van egy kisebb piramis is, amely talán egy királyné sírhelye lehet.

## A piramis
Szenuszert 48,65 m magas piramisának neve: Szenuszert megjelenik.

## A temetőváros
A sírváros koncepciója megegyezik a korábbiakéval, de a részletekben több finom eltérést mutattak ki. Nagyjából ebben az épületegyüttesben nyerte el végletekig letisztult, egyszerűsödött alakját a halotti templom.

## A dolgozók városa
A dolgozók városa voltaképpen két, egyaránt téglalap alaprajzú település:
- a kétkezi munkások és munkafelügyelőik városa meridionálisan tájolt,
- a tisztviselők városának főutcája KNY-i.

A munkásnegyedben a főutca:
- egyik oldalán sorakoznak a munkáslakások, egy-egy sorban 18, ugyancsak szűkösen méretezett lakással,
- másik oldalán állnak a felügyelők házai — ezekben egy-egy lakás lényegesen nagyobb, mint a munkások lakrészei.

A tisztviselőnegyedben a főutca:
- északi oldalán épült az úgynevezett palota és a templomkerület,
- déli oldalán állnak a tisztviselők lakásai.

Egy-egy hivatalnoklakás kb. akkora, mint 30 munkáslakrész; kb. 30 m x 40 m. Déli oldalukon gazdasági helyiségek és raktárak álltak, a tényleges lakrészt ezektől belső tornácos udvar választotta el. A középrész fontosabb helyiségei:
- a kereszttengelyes fogadótér,
- az oszlopos lakószoba és
- a hálófülkék

voltak. E helyiségcsoport két oldalán alakították ki az asszonyok és a gyerekek szobáit, a házak alaprajza emiatt módfelett bonyolult volt. A hossz- és a kereszttengelyes térszerkezet kombinálása mindvégig az egyiptomi építészet jellegzetessége maradt. Ennek eredményeként nemcsak a lakóházakban és a palotákban, de a templomokban és a sírokban is rendszeresen találhatunk T alakú szerkezeti elemeket.
A megvilágítást a középrésznek a hipetrális csarnokokéhoz hasonló kiemelésével oldották meg. A falakat festményekkel díszítették, illetve álablakokat rajzoltak rájuk.